# St. Augustine (Illinois)
St. Augustine es una villa ubicada en el condado de Knox en el estado estadounidense de Illinois. En el Censo de 2010 tenía una población de 120 habitantes y una densidad poblacional de 73,43 personas por km².

## Geografía
St. Augustine se encuentra ubicada en las coordenadas 40°43′16″N 90°24′25″O / 40.72111, -90.40694. Según la Oficina del Censo de los Estados Unidos, St. Augustine tiene una superficie total de 1.63 km², de la cual 1.63 km² corresponden a tierra firme y (0%) 0 km² es agua.

## Demografía
Según el censo de 2010, había 120 personas residiendo en St. Augustine. La densidad de población era de 73,43 hab./km². De los 120 habitantes, St. Augustine estaba compuesto por el 99.17% blancos, el 0% eran afroamericanos, el 0% eran amerindios, el 0% eran asiáticos, el 0% eran isleños del Pacífico, el 0% eran de otras razas y el 0.83% pertenecían a dos o más razas. Del total de la población el 0.83% eran hispanos o latinos de cualquier raza.